# Kvizovka
Kvizovka, hrvatska enigmatska igra slova i riječi, inačica scrabblea. Osmišljena je krajem 70-ih godina 20. stoljeća u i oko redakcije Vjesnikova Kviza, po kojem je prozvana. Obično je igra dvoje igrača jedan protiv drugoga. Svaki igrač ima pravo na deset poteza. Igra se na ploči 17 x 17 sa središnjim poljem. Kroz središnje polje mora proći neko od slova prvouvrštene riječi, posebno označeno kao i polja koja udvostručuju, utrostručuju i učetverostručuju vrijednost riječi. Vrijednost slova kreće se od 1 do 4. Kvizovka je stekla veliku popularnost 1980-ih, igrali su se brojni turniri, prvenstva i formirana je ranglista. 
U Hrvatskoj se igra njena standardna inačica, u Srbiji skraćena inačica (superkvizovka, s osam poteza). U Sloveniji, inačica kvizovke pod nazivom križem kražem, igra i danas i popularnost ima i kao 1980-ih. Najpoznatiji turnir u Hrvatskoj bio je Mihovljan, poslije prozvan Memorijal Zvonimira Jurkovića Mihovljan.